# Niviventer tenaster
Niviventer tenaster — вид пацюків (Rattini), що проживає зх.-цн. і пд. М'янмі, пн.-зх. Таїланді, пд. Камбоджі, пд. Лаосі, В'єтнамі та Китаї (Хайнань).

## Морфологічна характеристика
Довжина голови й тулуба від 120 до 190 мм, довжина хвоста від 174 до 235 мм, довжина лапи від 32 до 35 мм, довжина вуха від 23 до 26 мм, вага до 140 грамів. Волосяний покрив колючий. Колір верхніх частин жовтувато-бурий, колючі волоски коричневі, а черевні частини білі. Лінія поділу вздовж боків чітка. Вуха більші, ніж у інших представників роду. Хвіст зверху коричневий, знизу світло-коричневий і з білими крапками. Лапи довгі й тонкі.

## Середовище проживання
Мешкає в гірських тропічних лісах на висоті до 3000 метрів над рівнем моря.

## Спосіб життя
Це наземний вид.